# Acatitlán del Río
Acatitlán del Río är en ort i Mexiko.   Den ligger i kommunen Jalpan de Serra och delstaten Querétaro Arteaga, i den centrala delen av landet, 200 km norr om huvudstaden Mexico City. Acatitlán del Río ligger 865 meter över havet och antalet invånare är 123.
Terrängen runt Acatitlán del Río är kuperad åt nordost, men åt sydväst är den bergig. Acatitlán del Río ligger nere i en dal. Runt Acatitlán del Río är det ganska glesbefolkat, med 23 invånare per kvadratkilometer. Närmaste större samhälle är Jalpan, 3,7 km norr om Acatitlán del Río. I omgivningarna runt Acatitlán del Río växer huvudsakligen savannskog.